# Fővárosi Büntetés-végrehajtási Intézet

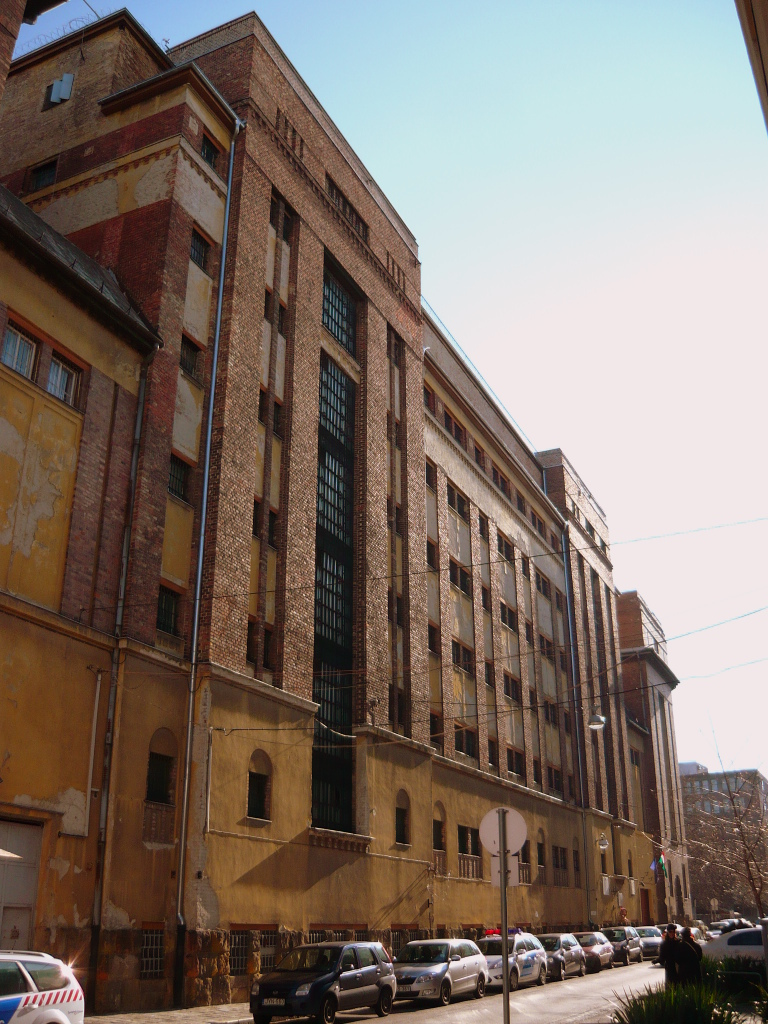
Az intézet épülete a Gyorskocsi utcában

A Fővárosi Büntetés-végrehajtási Intézet büntetés-végrehajtási intézet Budapesten.
Költségvetési szerv, jogi személy. Alaptevékenysége a külön kijelölés által meghatározott körben az előzetes letartóztatással, továbbá a biztonsági és egyéb fontos okból elhelyezett elítéltek szabadságvesztésével, összefüggő büntetés-végrehajtási feladatok ellátása. 
Felügyeleti szerve a Belügyminisztérium, szakfelügyeletet ellátó szerve a Büntetés-végrehajtás Országos Parancsnoksága.

## Szervezeti felépítése
Az intézet három különálló épületben működik: 
- a központi, 1. számú objektum a Nagy Ignác utcai büntetés-végrehajtási intézet;
- a 2. számú objektum a Gyorskocsi utcai büntetés-végrehajtási intézet;
- a 3. számú objektum, azaz a Maglódi úti büntetés-végrehajtási intézet, amik egységes irányítás alatt működnek.

## Története
A Nagy Ignác utcai épületének építését – a Budapesti Királyi Törvényszéki Palota részeként – 1888-ban kezdték meg Hauszmann Alajos tervei alapján. Alapító okirata szerint 1891-ben létesült. Az épületben ekkor az alábbi szerveket helyezték el:
1. Budapesti Királyi Törvényszék polgári és büntető osztálya,
2. Budapesti Királyi Ügyészség, a vizsgálat alatt álló foglyok számára szolgáló faházzal,
3. Budapesti Királyi Kereskedelmi és Váltótörvényszék,
4. V. kerületi Királyi Járásbíróság és Végrehajtó Iroda,
5. Budapesti Királyi Büntető Járásbíróság.

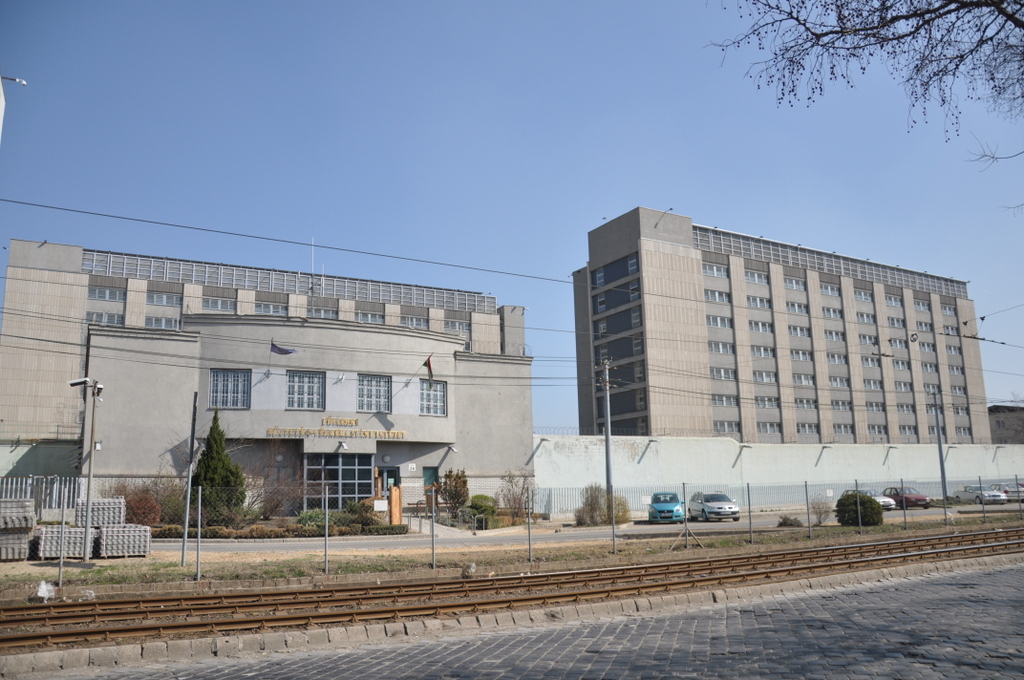
A Maglódi úti büntetés-végrehajtási intézet (ismertebb nevén: Venyige utcai börtön)

Az intézet a Budapesti Törvényszéki Börtön, a Fő utcai Börtön és Budapesti Megyei Börtön jogutódja. 1994 és 1996 között teljes felújításon esett át. A korszerű, higiénikus zárkák mellett modern egészségügyi blokk, konyha, és a személyzetet kiszolgáló egységek is épületek.
A Gyorskocsi utcai épület felépítésére 1909-ben írtak ki pályázatot. Az építkezés 1913-ban kezdődött Jablonszky Ferenc tervei szerint. Az épület szintjein osztozik még az BRFK Fogdája, és a Bűnügyi Főosztály egy része, a Budapesti Katonai Bíróság, és a Budapesti Katonai Ügyészség is.
A Maglódi úti (gyakrabban használt nevén Venyige utcai) objektum egy volt munkásszálló épületében került kialakításra 1999-ben. Az objektum mellett őri szálló működik.
2007. január 1-je óta – általános jogutódként – a megszüntetett Komárom-Esztergom Megyei Büntetés-végrehajtási Intézet feladatait is ez az objektum vette át.

## Külső hivatkozás
- Hivatalos oldal